# Alis Koekkoek

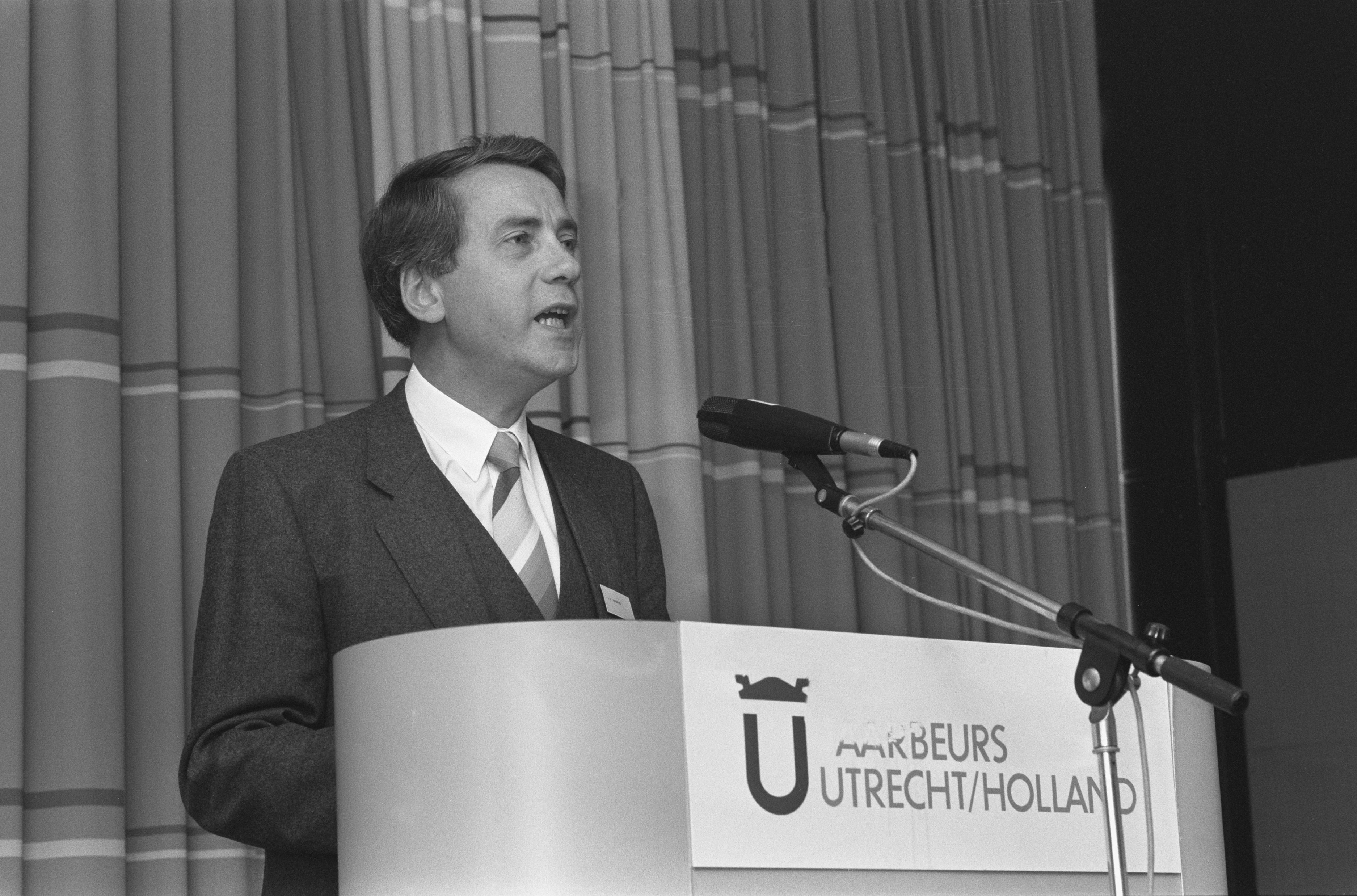
Alis Koekkoek (1987)

Adriaan Kornelis (Alis) Koekkoek (* 15. Januar 1945 in Willemstad (Moerdijk); † 18. April 2005 in Tilburg) war ein niederländischer Politiker und Rechtswissenschaftler.
Koekkoek war Mitglied der Partei CDA, für welche er von 1994 bis 1998 in der Zweiten Kammer und von 2003 bis zu seinem Tod in der Ersten Kammer saß. Von 1981 bis 2005 war er auch Professor des Rechts und dozierte Staatsrecht. Im Parlament beschäftigte er sich vor allem mit der Justiz und dem Unterricht und war bekannt als ein Staatsrechtgewissen. Weiterhin arbeitete er als Mitglied des parlamentarischen Untersuchungsausschusses, der sich mit dem Fahndungsverfahren befasste.